# Richmond WCT 1979
Il Richmond WCT 1979 è stato un torneo di tennis giocato sul sintetico indoor. È stata la 12ª edizione del torneo che fa parte del Colgate-Palmolive Grand Prix 1979. Si è giocato a Richmond negli Stati Uniti dal 29 gennaio al 4 febbraio 1979.

## Campioni

### Singolare maschile
Björn Borg ha battuto in finale  Guillermo Vilas con il punteggio di 6–3, 6–1

### Doppio maschile
Brian Gottfried /  John McEnroe hanno battuto in finale  Ion Țiriac /  Guillermo Vilas con il punteggio di 6–4, 6–3